# Henryk Lula
Henryk Lula (ur. 5 marca 1930 w Książkach) – polski rzeźbiarz, ceramik, metaloplastyk, profesor Akademii Sztuk Pięknych w Gdańsku.

## Życiorys
Syn Jana. Od 1950 roku studiował na Wydziale Rzeźby Państwowej Wyższej Szkoły Sztuk Pięknych w Gdańsku, dyplom uzyskał w roku 1957 w pracowni prof. Stanisława Horno-Popławskiego. Brał udział w pracach konserwatorskich na Głównym Mieście w Gdańsku. W latach 1955–1957 był członkiem Grupy Kadyny. Od 1977 do 2001 roku pracował w gdańskiej PWSSP. Profesor (od 1990), był kierownikiem Katedry Specjalizacji, prowadził Pracownię Ceramiki. Twórca unikatowych dzieł ceramicznych, z których ponad 100 znajduje się w kolekcjach muzeów i zbiorach prywatnych w Polsce, Niemczech, Włoszech, Francji, Stanów Zjednoczonych. Prace swoje prezentował na licznych wystawach indywidualnych i zbiorowych w kraju i za granicą.

## Wystawy indywidualne
- 1960 – Biuro Wystaw Artystycznych, Sopot
- 1967 – Ośrodek Informacji i Kultury Polskiej, Budapeszt, Węgry
- 1967 – Ośrodek Informacji i Kultury Polskiej, Praga, Czechosłowacja (Czechy)
- 1967 – Ośrodek Informacji i Kultury Polskiej, Berlin, Niemcy
- 1970 – Kordegarda, Warszawa
- 1972 -  Biuro Wystaw Artystycznych, Gdynia
- 1985 – Muzeum Okręgowe, Wałbrzych
- 1991 – V Międzynarodowe Triennale Ceramiki, BWA, Sopot (wystawa indywidualna laureata IV Międzynarodowe Triennale Ceramiki)
- 1994 – Muzeum Narodowe, Gdańsk
- 1996 – Keramikmuseum, Frechen, Niemcy
- 2002 – Państwowa Galeria Sztuki, Sopot
- 2004 – Galeria Refektarz, Kartuzy
- 2004 – Galeria ZPAP, Gdańsk
- 2010 – Starogardzkie Centrum Kultury, Starogard
- 2010 – Instytut Polski, Praga, Czechy
- 2011 – Misterium Ognia i Ziemi, Galeria Pionova, Gdańsk
- 2016 – Wałbrzyska Galeria Sztuki, BWA, Zamek Książ, Wałbrzych
- 2017 – Horta Museum, Bruksela, Belgia
- 2019 – Henryk Lula. Sztuka ceramiki, Zbrojownia Sztuki, ASP w Gdańsku

- 2024 – Henryk Lula. Ceramika. Sztuka materii, Zachęta – Narodowa Galeria Sztuki, Warszawa[2]

Źródło:.

## Odznaczenia
- Złoty Krzyż Zasługi (18 stycznia 1996)[1]
- Srebrny Krzyż Zasługi (1978)[3]
- Złoty Medal „Zasłużony Kulturze Gloria Artis” (16 listopada 2018)[4]

## Nagrody i wyróżnienia
- 1957 – III nagroda na Międzynarodowej Wystawie Prac Studentów w Bukareszcie

- 1960 – wyróżnienie na wystawie Rzeźba Polska 1945–1960 w Warszawie

- 1962 – srebrny medal na Międzynarodowej Wystawie Ceramiki AIC w Pradze (Czechosłowacja)

- 1968 – Wielki Dyplom Honorowy (zespołowy) na I Międzynarodowym Biennale Ceramiki w Vallauris (Francja)

- 1968 – III nagroda (zespołowa) na Jeździec i Koń. Wystawie konkursowej w Warszawie

- 1969 – Nagroda Ministra Kultury i Sztuki

- 1969 – I nagroda równorzędna na Wystawie Polskiej Sztuki Użytkowej w XXV lecie PRL we Wrocławiu

- 1970 – I nagroda równorzędna na I Międzynarodowym Triennale Ceramiki w Sopocie

- 1970 – nagroda na XIII Festiwalu Sztuk Plastycznych w Sopocie

- 1971 – nagroda honorowa na Salonie Okręgu Gdańskiego ZPAP w Gdyni

- 1971 – wyróżnienie na Biżuteria Artystyczna. Wystawa-konkurs na Projekty Biżuterii w Warszawie

- 1972 – srebrny medal na III Międzynarodowym Biennale Ceramiki Artystycznej w Vallauris (Francja)

- 1974 – III nagroda na Wystawie-konkursie na Projekty Małych Form i Biżuterii w Warszawie

- 1974 – dyplom honorowy zespołowy) na I Quadriennale Sztuki Użytkowej Krajów Socjalistycznych w Erfurcie (Niemcy)

- 1978 – wyróżnienie na II Quadriennale Sztuki Użytkowej Krajów Socjalistycznych w Erfurcie (Niemcy)

- 1979 – I nagroda na IV Międzynarodowym Triennale Ceramiki w Sopocie

- 1980 – Nagroda Rektora PWSSP w Gdańsku
- 1982 – Nagroda Rektora PWSSP w Gdańsku
- 1983 – Nagroda Ministra Kultury i Sztuki III stopnia

- 1986 – I miejsce w plebiscycie publiczności Ogólnopolskiej Wystawy Ceramiki. Skamieniałe w ogniu w Warszawie

- 1987 – Nagroda Rektora PWSSP w Gdańsku
- 1987 – I nagroda na V Biennale Ceramiki Polskiej w Wałbrzychu

- 1990 – Nagroda Rektora PWSSP w Gdańsku
- 1991 – Nagroda Rektora PWSSP w Gdańsku

- 1991 – nagroda IWP na V Międzynarodowym Triennale Ceramiki w Sopocie

- 1993 – Nagroda Rektora PWSSP w Gdańsku
- 1989 – Nagroda Ministra Kultury i Sztuki II stopnia
- 1995 – Nagroda Ministra Kultury i Sztuki
- 2010 – Nagroda Prezydenta Miasta Gdańska w Dziedzinie Kultury za nieoceniony wkład w rozwój polskiej ceramiki artystycznej, a w szczególności za odnawianie zabytków rzeźbiarskich i ceramicznych Gdańska[5]
- 2015 – Nagroda Honorowa Gdańskiego Towarzystwa Przyjaciół Sztuki

Źródło:.